# Вюашер
Вюаше́р (фр. Vuachère) — река в швейцарском кантоне Во, в бассейне реки Роны. Протекает по восточной окраине города Лозанны.

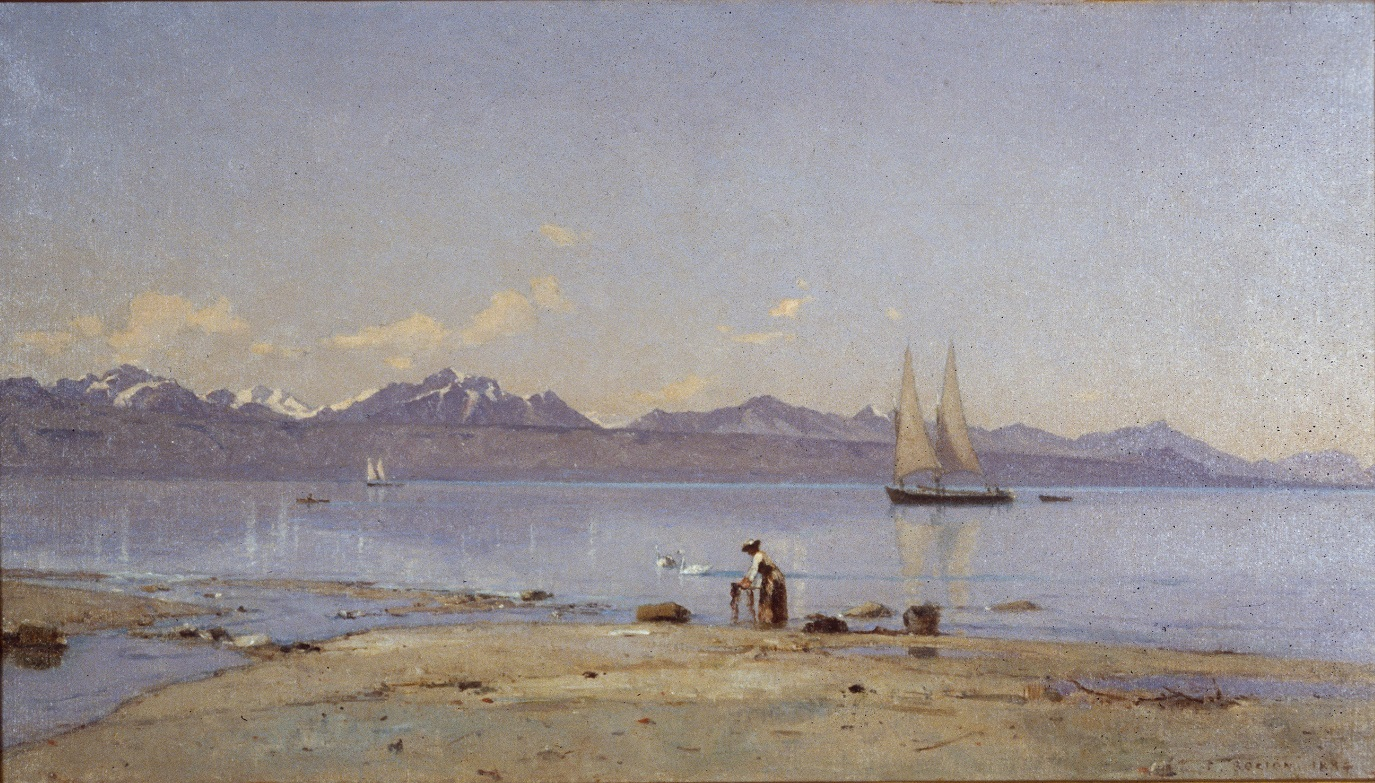
Устье Вюашера, 1860 год

Исток Вюашера расположен в округе Лозанна (коммуна Эпалэнж, район Круазет) на высоте 730 метров над уровнем моря. В нижнем течении является естественной границей между муниципалитетами Лозанны и Пюи. В среднем течении проходит в тоннеле длиной 680 метров, принимая часть вод реки Флон. В реку заходит форель из Женевского озера. Берега реки являются единственным лесным массивом, проходящим от Женевского озера к северным вершинам Лозанны. По берегам Вюашера проходит туристическая тропа. В 2011 году в реке отмечалась повышенная концентрация токсичных веществ от смытой осадками краски с фасадов домов.
Через реку проходят мосты железной дороги на Италию и автомагистрали А9.